# Едженсі (Айова)
Едженсі (англ. Agency) — місто (англ. city) в США, в окрузі Вапелло штату Айова. Населення — 620 осіб (2020).

## Географія
Едженсі розташоване за координатами 40°59′51″ пн. ш. 92°18′26″ зх. д. / 40.99750° пн. ш. 92.30722° зх. д. (40.997475, -92.307229).  За даними Бюро перепису населення США в 2010 році місто мало площу 1,68 км², уся площа — суходіл.

## Демографія
Згідно з переписом 2010 року, у місті мешкало 638 осіб у 277 домогосподарствах у складі 189 родин. Густота населення становила 379 осіб/км².  Було 306 помешкань (182/км²).
Расовий склад населення:
| - 97,6 % — білих - 1,3 % — корінних американців |

До двох чи більше рас належало 0,9 %. Частка іспаномовних становила 2,4 % від усіх жителів.
За віковим діапазоном населення розподілялося таким чином: 20,4 % — особи молодші 18 років, 57,3 % — особи у віці 18—64 років, 22,3 % — особи у віці 65 років та старші. Медіана віку мешканця становила 44,6 року. На 100 осіб жіночої статі у місті припадало 95,7 чоловіків;  на 100 жінок у віці від 18 років та старших — 93,9 чоловіків також старших 18 років.
Середній дохід на одне домашнє господарство  становив 48 740 доларів США (медіана — 37 857), а середній дохід на одну сім'ю — 64 548 доларів (медіана — 51 923). Медіана доходів становила 47 857 доларів для чоловіків та 30 938 доларів для жінок. За межею бідності перебувало 10,2 % осіб, у тому числі 2,9 % дітей у віці до 18 років та 14,9 % осіб у віці 65 років та старших.
Цивільне працевлаштоване населення становило 299 осіб. Основні галузі зайнятості: освіта, охорона здоров'я та соціальна допомога — 25,1 %, виробництво — 21,4 %, роздрібна торгівля — 13,7 %, мистецтво, розваги та відпочинок — 8,0 %.